# Sundbergia albula
Sundbergia albula är en djurart som tillhör fylumet slemmaskar, och som beskrevs av Gibson 2002. Sundbergia albula ingår i släktet Sundbergia och familjen Hubrechtidae.
Artens utbredningsområde är havet kring Nya Zeeland. Inga underarter finns listade i Catalogue of Life.